# Lauren LaVera
Lauren LaVera née le 14 juin 1994 à Philadelphie est une actrice, cascadeuse et également artiste martiale américaine. Elle est principalement connue pour être l'actrice principale dans différents films d'horreur. LaVera a reçu des nombreuses distinctions pour ses performances, notamment un Fangoria Chainsaw Award.
L'un des premiers projets cinématographiques de LaVera avait été d'être la doublure cascade d'Anya Taylor-Joy tout au long du film dans le thriller psychologique Split de M. Night Shyamalan en 2016. Elle a ensuite joué de petits rôles dans des séries télévisées, notamment Iron Fist (2017) de production Netflix et dans divers courts métrages avant de décrocher un rôle décisif en tant qu'une héroïne pleine de ressources nommée Sienna Shaw dans les films slasher de Damien Leone Terrifier 2 (2022) et Terrifier 3 (2024), tous deux sont des volets issus de la franchise Terrifier.

## Début de vie
LaVera est née à Philadelphie, en Pennsylvanie. À une certaine époque, elle a étudié en Italie et a appris à parler couramment italien.

## Carrière
LaVera a commencé sa carrière d'actrice et de cascadeuse comme doublure ou dans des petits rôles avec des courtes apparitions dans Split (2016), Wetlands (2017) et Iron Fist (2017).
Le premier rôle principal de LaVera était celui de Sienna Shaw, une adolescente combattant le tueur en série surnaturel Art the Clown dans le film slasher Terrifier 2 de 2022, aux côtés de David Howard Thornton, Elliott Fullnam, Sarah Voight, Kailey Hyman, Casey Hartnett et Samantha Scaffidi. Le film a été bien accueilli par les critiques, avec des éloges pour la performance de LaVera. La critique d'IGN a déclaré que LaVera « règne en tant que Sienna dans son armure fantastique aux ailes d'ange en tant que dernière fille se battant pour sa famille, affrontant ses démons et hurlant des cris de guerre sanglants au visage moqueur d'Art », tandis que Matthew Jackson de Paste a écrit que « LaVera, chargée d'injecter de l'humanité dans la suite, est à la hauteur de sa tâche avec une puissance de star pure. » LaVera reprendra son rôle de Sienna dans Terrifier 3.,,
LaVera est apparue dans le film de mafia Not for Nothing, sorti en octobre 2022. En décembre 2022, LaVera a été choisie pour incarner Alessa, une femme enceinte dont le père antagoniste désapprouve sa relation avec son mari, dans le film d'horreur de Joe Lam de 2023, The Fetus, aux côtés de Julian Curtis et Bill Moseley,.
En février 2023, Bloody Disgusting a rapporté que LaVera jouerait le rôle de Lisa Gray dans le thriller surnaturel The Well, réalisé par Federico Zampaglione. Elle a présenté le film lors de sa première britannique au FrightFest en 2024.
En 2023, LaVera est apparue en tant que juge invitée lors de la cinquième saison de la série de compétition de téléréalité de Shudder , The Boulet Brothers' Dragula.
En 2024, LaVera est apparue dans un rôle d'invitée dans deux épisodes de la saison 4 de Law & Order: Organized Crime . En octobre, elle devrait également être présentatrice aux Fangoria Chainsaw Awards.

## Vie personnelle
LaVera a épousé son mari en 2014. Ils se sont rencontrés alors qu'elle voyageait en Europe.
LaVera maîtrise le Taekwondo, le Kun Khmer et le Wushu.

## Filmographie
| Année | Titre             | Rôle                     | Remarques                         |
| ----- | ----------------- | ------------------------ | --------------------------------- |
| 2016  | Split             | Casey Cooke              | Anya Taylor-Joy, doublure cascade |
| 2017  | Wetlands          | "Buttercup" / Pusher     |                                   |
| 2019  | Clinton Road      | Kayla                    |                                   |
| 2022  | Terrifier 2       | Sienna Shaw              |                                   |
| 2022  | Not for Nothing   | Kelly                    |                                   |
| 2023  | Chestnut          | Haley                    |                                   |
| 2024  | The Fetus         | Alessa                   |                                   |
| 2024  | The Well          | Lisa Gray                | [ 12 ]                            |
| 2024  | Dreaming of You   | Ren Helena               |                                   |
| 2024  | Terrifier 3       | Sienna Shaw              | [ 18 ]                            |
| 2025  | The Life of Chuck | la journaliste italienne |                                   |

| Année | Titre                        | Rôle           | Remarques                                              |
| ----- | ---------------------------- | -------------- | ------------------------------------------------------ |
| 2017  | Iron Fist                    | Ciara          | Épisode : « Tigre noir dérobe le cœur »                |
| 2020  | MacGyver                     | Joueur         | Épisode : « Soccer + Desi + Merchant + Titan »         |
| 2020  | Les Envoyés d'ailleurs       | Barista        | Épisodes : « Peter », « Le garçon »                    |
| 2020  | Un Noël al dente             | Ariella Cancio | Téléfilm                                               |
| 2021  | The Hunter's Anthology       | Kate           | Épisodes : « A Visit to the Asylum »                   |
| 2024  | Law & Order : Crime organisé | Heidi Morris   | Épisodes : « Au-delà des mers », « Le péché originel » |

| Année | Prix                             | Catégorie                    | Œuvre nommée | Résultat | Référence |
| ----- | -------------------------------- | ---------------------------- | ------------ | -------- | --------- |
| 2023  | Prix de la tronçonneuse Fangoria | Le prix Eyeball de l'éditeur | Terrifiant 2 | Lauréat  | [ 19 ]    |